# Homaspis divergator
Homaspis divergator är en stekelart som beskrevs av Aubert 1987. Homaspis divergator ingår i släktet Homaspis och familjen brokparasitsteklar. Inga underarter finns listade i Catalogue of Life.